# Clive Swift
Clive Walter Swift (Liverpool, 9 de febrero de 1936-Londres, 1 de febrero de 2019) fue un actor y compositor británico. Aunque era más conocido por su papel como Richard Bucket, el sufrido esposo de Hyacinth (interpretado por Patricia Routledge) en la serie de televisión británica Keeping up appearances, interpretó muchos otros papeles notables en cine y televisión, incluido el de Roy en la serie de televisión, The old guys.

## Vida y carrera
Swift nació en Liverpool, hijo de Lily Rebecca (née Greenman) y Abram Sampson Swift. Su hermano mayor, David, también fue actor. Ambos fueron educados en Clifton College y Gonville y Caius College, Cambridge, donde Clive leía literatura en inglés. Anteriormente fue profesor en LAMDA y en la Real Academia de Arte Dramático. Su familia era judía.
Interpretó a Snug en la producción cinematográfica de A midsummer night's dream de la Royal Shakespeare Company en 1968, con un reparto que incluía a Diana Rigg, Helen Mirren e Ian Richardson. Durante la década de 1970, interpretó a Doctor Black en dos de las adaptaciones de MR James de la BBC: The stalls of Barchester y A warning to the curious. Él es conocido por su papel en Keeping up appearances como Richard Bucket, el sufrido esposo de Hyacinth. Swift protagonizó la adaptación a la BBC de The Barchester chronicles y apareció en la historia Revelation of the Daleks de Doctor Who,. El 25 de diciembre de 2007, apareció en el especial de Navidad de Doctor Who, como Mr. Copper. También interpretó a Sir Héctor, el padre adoptivo del Rey Arturo en la película de John Boorman en 1981, Excalibur.
Además de actuar, fue compositor. Muchas de sus canciones se incluyeron en su programa, Richard Bucket overflows: An audience con Clive Swift, que realizó una gira por el Reino Unido en 2007 y Clive Swift entertains, interpretando su propia música y letra, que realizó una gira por el país en 2009. También interpretó el papel del reverendo Eustacius Brewer en Born and Bred, que se emitió en BBC 1 de 2002 a 2005.

## Vida personal y muerte
Swift estuvo casado con la novelista Margaret Drabble desde 1960 hasta su divorcio en 1975. Fue padre de una hija, Rebecca (quien murió en abril de 2017), conocida por dirigir The Literary Consultancy en Londres, y dos hijos, Adam Swift, un académico, y Joe Swift, diseñador de jardines, periodista y presentador de televisión.
Swift murió el 1 de febrero de 2019, en su casa, a los 82 años. Pasó sus últimos días con su familia luego de una corta estadía en el Hospital de St. Mary, en Londres, donde recibió tratamiento por una corta enfermedad que incluía dificultades respiratorias.[cita requerida]

## Filmografía

### Películas
| Año  | Título                       | Papel                | Notas         |
| ---- | ---------------------------- | -------------------- | ------------- |
| 1965 | Alcanzanos si puedes         | Duffie               |               |
| 1968 | Sueño de una noche de verano | Ajustado             |               |
| 1972 | Frenesí                      | Johnny Porter        |               |
| 1972 | Línea de la muerte           | Inspector richardson |               |
| 1973 | La salud nacional            | Ceniza               |               |
| 1973 | Hombre en la cima            | Massey               |               |
| 1978 | El regreso del marinero      | Reverendo Pottock    |               |
| 1981 | Excalibur                    | Ector                |               |
| 1984 | Memed My Hawk                | Magistrado           |               |
| 1984 | Un pasaje a la india         | Callendar mayor      |               |
| 1988 | Toscanini joven              | Comparsa             | Sin acreditar |
| 1997 | La guerra de gaston          | General james        |               |
| 2003 | Aspiradoras                  | AJ Johnson           |               |
| 2004 | Othello                      |                      |               |

### Televisión
| Año       | Título                               | Papel                            | Notas                                  |
| --------- | ------------------------------------ | -------------------------------- | -------------------------------------- |
| 1971      | Los puestos de barchester            | Dr. Black                        |                                        |
| 1972      | Las aves del hígado                  | Jim Royle                        | 1 episodio                             |
| 1972      | Muerte de la noche                   | Dan                              |                                        |
| 1972      | Una advertencia a los curiosos       | Dr. Black                        |                                        |
| 1976      | Romeo y Julieta                      | Fraile Lorenzo                   |                                        |
| 1978      | Bendíceme padre                      | Fred Dobie                       |                                        |
| 1979      | Enrique IV, parte 1                  | Thomas Percy, conde de Worcester |                                        |
| 1981      | Winston Churchill: los años salvajes | Sir Horace Wilson                |                                        |
| 1982      | Cuentos de lo inesperado             | Latham                           | 1 episodio                             |
| 1982      | Las crónicas de barchester           | Obispo proudie                   |                                        |
| 1985      | Los papeles de Pickwick              | Tracy tupman                     |                                        |
| 1985      | Doctor Who                           | Profesor Jobel                   | Revelation of the Daleks               |
| 1986      | Primero entre iguales                | Alec Pimkin                      |                                        |
| 1987      | Inspector Morse                      | Doctor Bartlett                  |                                        |
| 1987      | Bolsa de mentiras                    | Ellis                            |                                        |
| 1988      | The Ray Bradbury Theater             | John Court                       | Episodio The Coffin                    |
| 1990-1995 | Keeping Up Appearances               | Richard Bucket                   | Rol principal                          |
| 1993      | Heartbeat                            | Victor Kellerman                 |                                        |
| 1994      | ¡Guau!                               | Alex Pardoe                      |                                        |
| 1997      | Los cinco famosos                    | Sr. Pottersham                   | Los cinco tienen un tiempo maravilloso |
| 1998      | Pico de practica                     | Norman Shorthose                 |                                        |
| 1999      | Aristócratas                         | Rey george ii                    |                                        |
| 2002-2005 | Nacido y criado                      | Reverendo Eustacius Brewer       |                                        |
| 2007      | Doctor Who                           | Sr. Copper                       | Voyage of the Damned                   |
| 2009-2010 | Los viejos                           | Roy                              |                                        |
| 2011      | La movida                            | Yusef                            |                                        |
| 2014      | Cuco                                 | Dr. Rafferty                     | 1 episodio                             |
| 2017      | Midsomer Murders                     | Felix esperanza                  | (Aparición final)                      |

## Radio
- Oblomov como el doctor
- El tiempo justo
- De lo real a la ficción: El huerto como narrador
- Medida por medida como Escalus.
- Jorrocks's Jaunts and Jollities como Nash
- El precio del miedo : sigue siendo visto como Fred Treiber

## Teatro
- Cymbeline (1962) como Cloten
- Los físicos (1963) como inspector Richard Voss (Teatro Aldwych)
- La tempestad (1966) como Caliban (Prospect Theatre Company)[2]

## Otros
- Como Cyril (el cuñado de Beatie en Australia) en un comercial de televisión de British Telecom (1989)[9]